# Sveriges Allmänna Sjöförsäkrings AB

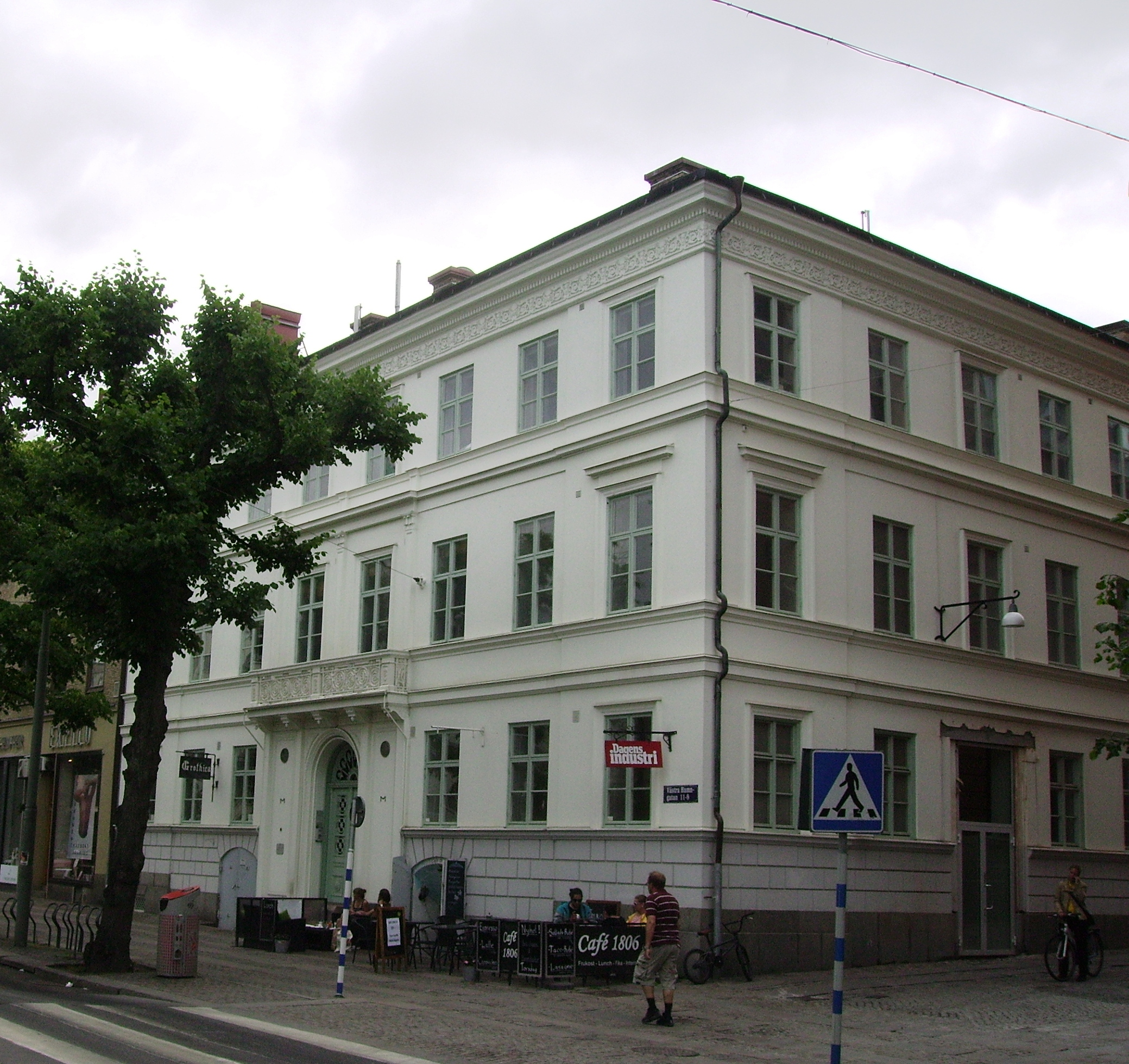
Västra Hamngatan 9.

Sveriges Allmänna Sjöförsäkrings Aktiebolag är ett försäkringsbolag som bildades 1872 i Göteborg. Allmänt kallades företaget Allmänna.

## Historik
Initiativtagarna till bildandet av försäkringsbolaget var J.E. Gadelius, August Fröding och Joseph Heyman. Bolaget bildades samma år som Försäkrings AB Ocean, Sjöförsäkrings Aktiebolaget Ägir (Stockholm) och Sveriges Ångfartygs Assurans Förening.
Verksamheten tog sin början i fastigheten Norra Hamngatan 14. År 1923 köpte Allmänna fastigheten Västra Hamngatan 9, samma byggnad där Sjöförsäkrings AB Gauthiod återfanns. Allmänna disponerade andra våningen.
Bolagets första VD blev Gadelius, som efterträddes av Engelbert Rinman. Under tre decennier ledde han bolaget fram till 1908. Axel Rinman, sonen, övertog då ledningen. Denne var under 14 år även ledare för International Union of Marine Insurance, varigenom bolaget hamnade i blickfånget rent internationellt. År 1943 blev Pehr Gyllenhammar ny VD. Under dennes ledning bildades holdingbolaget Argo 1945. 1952 köptes aktiemajoriteten i Argo av Svea-Nornan, vars VD Gyllenhammar blev.

## Styrelseordförande
- 1921– : Axel Rinman

## Verkställande direktörer
- 1872–1874: J.E. Gadelius
- 1874–1908: Engelbert Rinman
- 1909–1943: Axel Rinman
- 1943– : Pehr Gyllenhammar